# Rufina Nifontova
Rufina Nifontova (Mosca, 15 settembre 1931 – Mosca, 27 novembre 1994) è stata un'attrice sovietica.

## Filmografia parziale

### Attrice
- Poljuško-pole, regia di Vera Stroeva (1956)
- Russkij les, regia di Vladimir Petrov (1964)
- God kak žizn', regia di Grigorij Rošal' (1966)
- Ljubov' Jarovaja, regia di Vladimir Fetin (1970)

## Premi
- Artista onorato della RSFSR
- Artista popolare della RSFSR
- Artista del popolo dell'Unione Sovietica
- Ordine del distintivo d'onore
- Ordine della Bandiera rossa del lavoro
- Ordine dell'Amicizia tra i popoli